# Gonzalo Almenara
Gonzalo Francisco Almenara Hernández (Algeciras, Cádiz, 15 de mayo de 1997), deportivamente conocido como Almenara, es un futbolista profesional español. Actualmente juega como lateral derecho en la Agrupación Deportiva Ceuta  de la Segunda División española o Liga Hypermotion.

## Trayectoria
Es hijo del exfutbolista Francisco Almenara Montoya, Gonzalo es un jugador formado en la cantera de la Escuela de Fútbol del Patronato Municipal de Deportes de Algeciras, antes de ingresar en las categorías inferiores del Cádiz Club de Fútbol.
En segundo año de cadete, Gonzalo ingresó en cantera del Sevilla Fútbol Club con el que llegaría terminar su formación en el Juvenil "A", llegando a disputar 7 partidos de la UEFA Youth League en la temporada 2015-16.
En verano de 2016, tras acabar su etapa de juvenil, formaría parte de la plantilla del Sevilla Fútbol Club "C" del Grupo X de la Tercera División de España, dirigido por Chesco Pérez.
En la temporada 2017-18, firma con la Real Balompédica Linense de la Segunda División B de España, con el que disputa 14 partidos en los que anota un gol.
En la temporada 2018-19, forma parte de la plantilla de la UD Los Barrios de la Tercera División de España.
En la temporada 2019-20, firma por el Algeciras CF de la Segunda División B de España, con el que disputa 15 partidos en los que anota dos goles.
En la temporada 2020-21, disputaría 14 partidos en la Segunda División B de España, incluido dos encuentros de los play-off de ascenso a la Segunda División de España.
En la temporada 2021-22, siendo su tercera temporada en el Algeciras CF, disputa 19 partidos en los que anota dos goles en la Primera División RFEF.
El 30 de junio de 2022, firma por el KMSK Deinze de la Segunda División de Bélgica.